# Ursus 5324 i 5322
Ursus 5322 – ciągniki postlicencyjne produkowane w ZPC Ursus z przeznaczeniem na eksport. Ursus 5324 ma napęd na 4 koła.
Dane techniczne:
- Typ silnika: PERKINS 1004-42,
- Moc: 54 kW (73 KM),
- Maksymalny moment obrotowy: 282 Nm,
- Maksymalna prędkość drogowa: 28,65 km/h,
- Udźwig podnośnika: 2200 kg lub 2600 kg
- Opony kół przednich: (5322 2 WD) 7.5 - 16 (5324 4 WD) 12.4 R24,
- Opony kół tylnych: 16.9 R 34.